# Krzysztof Gierczyński
Krzysztof Gierczyński (Gubin, 23 gennaio 1976) è un ex pallavolista polacco.
Giocava nel ruolo di schiacciatore.

## Carriera
La carriera di Krzysztof Gierczyński inizia a livello giovanile con la squadra della sua città, il Carina Gubin. Fa il suo esordio da professionista nella stagione 1996-97, debuttando nel I liga seria A con la maglia del Klub Sportowy Morze Bałtyk Szczecin, classificandosi al terzo posto in campionato; al termine della stagione viene convocato per la prima volta nella nazionale polacca, con la quale debutta nell'estate del 1997. Resta legato al club bianco-blu per altre cinque stagioni, raccogliendo risultati non esaltanti a parte un secondo posto in campionato.
Nella stagione 2002-03 passa al Klub Sportowy AZS Częstochowa Sportowa, arrivando subito a giocare un'altra finale scudetto. Nel corso dei due campionati successivi si piazza in entrambe le occasioni al terzo posto in PlusLiga, mentre nell'annata 2005-06 è finalista in Coppa di Polonia. Nella stagione 2007-08, la sesta ed ultima nel club, si aggiudica il primo titolo della sua carriera trionfando in Coppa di Polonia, oltre a giocare ancora una volta la finale scudetto; nell'estate del 2008 partecipa ai Giochi della XXIX Olimpiade di Pechino, al termine dei quali si ritira dalla nazionale.
Nei campionati 2008-09 e 2009-10 veste la maglia dell'Asseco Resovia: nel corso della prima stagione esce nuovamente sconfitto nella finale scudetto, mentre in quella successiva è finalista nella coppa nazionale e si classifica al terzo posto in PlusLiga. Dal 2010-11 al 2011-12 torna a vestire la maglia del Klub Sportowy AZS Częstochowa Sportowa, questa volta senza grandi risultati.
Nel campionato 2012-13 viene ingaggiato dal Klub Sportowy Jastrzębski Węgiel, dove gioca per tre annate, salendo due volte sul gradino più basso del podio in campionato e raggiungendo la finale della Coppa di Polonia 2014-15, per poi ritirarsi al termine della stagione 2014-15.

## Palmarès

### Club
- Coppa di Polonia: 1

2007-08